# 바다 행성

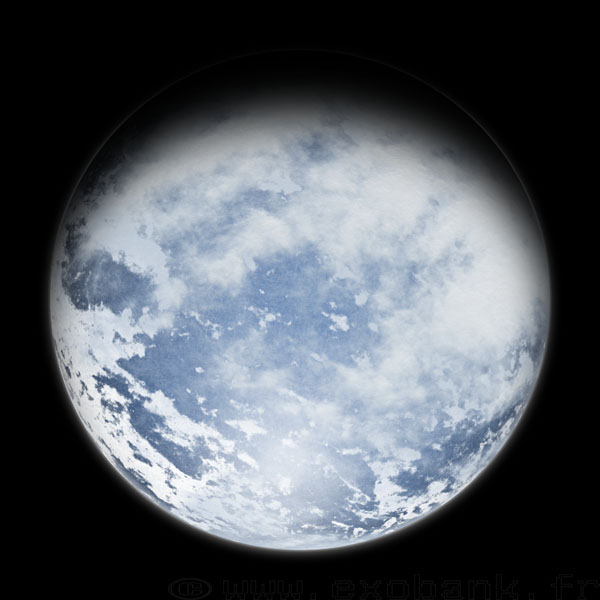
물의 바다로 완전히 덮인, 어느 바다 행성의 상상도.

바다 행성(영어: ocean planet)은 표면이나 표면 아래에 상당한 양의 액체 물을 지니고 있는 암석 행성이다. 영문으로는 바다 세계(ocean world)로도 표기하는데 이 단어는 용암(이오의 경우), 암모니아(타이탄의 내부), 에테인(외계 바다 중 가장 흔한 종류일 가능성이 있음) 등 물 이외에 다른 종류의 액체를 보유한 천체를 지칭할 때에 쓰이기도 한다.
'액체' 물을 지닐 조건을 만족하는 외계 행성이 여럿 발견된 바 있지만, 아직까지 지구는 우리가 알고 있는 천체들 중 그 표면에 액체 물이 존재하는 것으로 확인된 유일한 천체이다. 현재의 기술력으로는 외계 행성들의 표면에 있는 물을 직접 관측할 수 없기 때문에 대기 중의 수증기를 물의 존재를 추정하는 증거로 삼고 있다. 바다 행성의 특징들은 해당 행성들의 역사와, 태양계의 탄생과 진화에 관한 증거들을 알려준다. 이 행성들에 생명이 태어나서 살고 있을 가능성을 확인하는 것 또한 과학자들의 관심거리라 할 수 있다.

## 개요

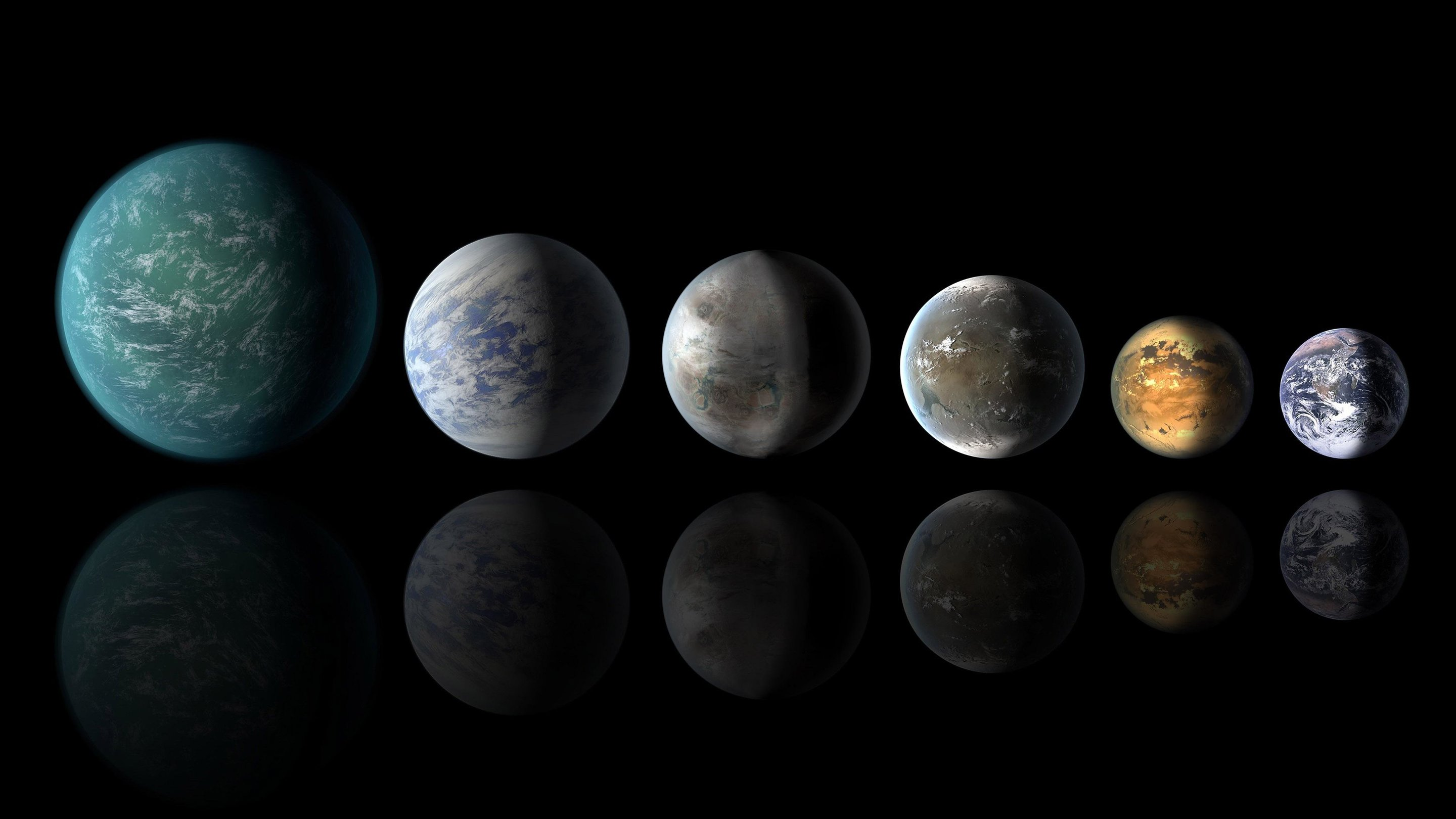
물을 보유한 외계행성들의 상상화.(제일 오른쪽은 지구. 2018년 8월 17일 기준)

바다 행성은 지질학적 시간대에 걸쳐 생명체가 진화하며 생물학적 활동이 유지될 가능성을 확인한다는 측면에서, 우주생물학자들의 관심을 크게 끄는 천체들이다. 바다 행성으로 가장 유력하게 인정받는 태양계 내 천체 다섯 개로 유로파, 엔셀라두스, 가니메데, 칼리스토를 들 수 있다. 한 가지 관측방법이나 이론적 모형을 통해 지표면 아래에 바다가 있을 것이라고 추정되는 태양계 내 다른 천체들로는 디오네, 명왕성, 트리톤, 세레스, 미마스, 에리스, 오베론이 있다.

## 역사
1970년대에 행성 탐사 미션을 수행하기에 앞서 이론적인 연구가 수행되었다. 1971년 루이스는 만약 암모니아가 존재한다면 방사성 붕괴만으로도 지표면 아래 바다가 충분히 생길 수 있다고 주장했다. 1979년 Peale와 Cassen은 조석가열이 자연 위성의 진화와 구조에 중요한 역할을 담당한다고 주장했다. 1992년 외계 행성의 발견 사실이 최초로 검증되었다. 2004년 Alain Léger 연구진은 동결선 너머 영역에서 생겨난 얼음행성들 중 일부가 어머니 항성으로부터 1 천문단위 거리까지 이동해 온 뒤, 행성의 가장 바깥 층이 녹을 수 있다고 주장했다.
허블 우주망원경, 파이어니어, 갈릴레오, 보이저, 카시니-하위헌스, 뉴 허라이즌스 계획 등이 수집하여 누적한 자료들로부터, 태양계 바깥쪽 여러 천체에는 외부와 차단되는 얼음 껍질 아래에 액체 물로 된 바다가 있음이 밝혀졌다. 한편 2009년 3월 7일 발사된 케플러 우주망원경은 외계행성 수천 개를 발견했는데 그 중 대략 지구급 질량 행성 50개 정도가 생물권 안이나 근처를 돌고 있음을 밝혀냈다.
발견된 외계행성들의 대다수는 질량, 반지름, 궤도가 밝혀졌으며 이로부터 행성이 태어나는 다양한 원리 외에, 행성이 처음 태어난 곳에서 항성주위 원반 내 다른 곳으로 궤도를 옮긴다는 사실까지 알게 되었다.

## 형성

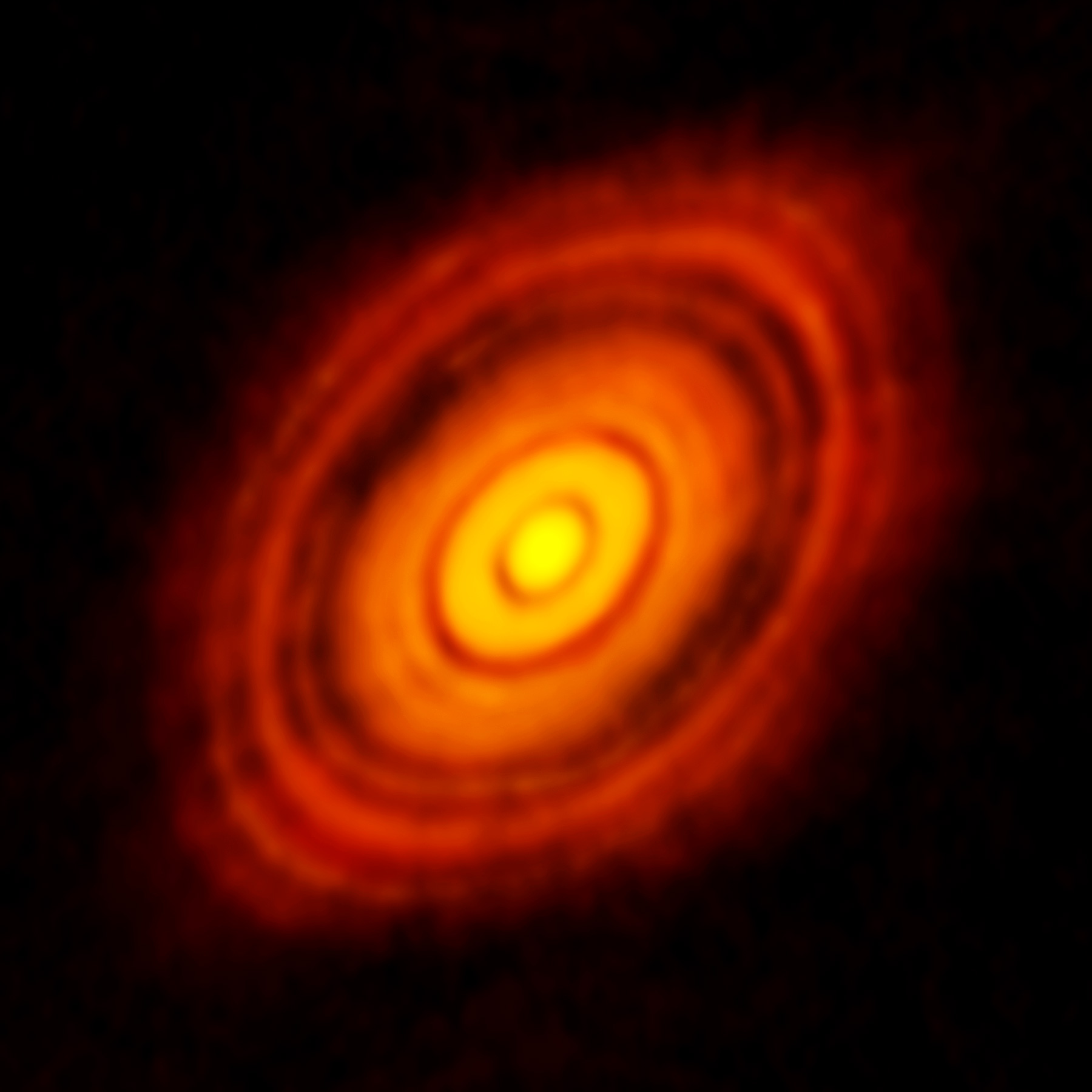
황소자리 HL과 원시행성계 원반을 아타카마 대형 밀리미터 집합체로 찍은 사진.

태양계 바깥쪽에서 태어나는 행성급 천체들은 질량상 물과 암석이 대략 반반으로 섞여 있고, 밀도가 암석 행성들보다 낮은 혜성 비슷한 혼합물 상태로 진화를 시작한다. 동결선 근처에서 생겨난 행성과 위성들은 대부분이 물과 규산염으로 이뤄져 있다. 이보다 먼 곳에서 생성된 천체들은 일산화탄소, 질소, 이산화탄소, 수화물 형태의 암모니아(NH
3) 및 메테인(CH
4)을 모을 수 있다.
가스로 이루어진 별주위 원반이 흩어지기 전 태어난 행성(특히 암석행성 질량 정도 천체)은 강력한 토크로 인해 생명체 거주가능 영역으로 빠르게 이동한다. 물은 마그마에 용해되기 쉽기 때문에 이 행성에 있는 물 대부분은 초기에는 맨틀에 붙잡혀 있다. 행성이 식으면서 맨틀이 바닥부터 고체가 되기 시작하면 다량의 물(맨틀 내에 있던 물 중 60~99%)은 수증기 형태로 방출되는데, 이 수증기는 최종적으로 응축되어 바다를 만든다. 바다가 만들어지려면 행성 분화, 가열원, 방사성 붕괴, 조석 가열 혹은 어머니 항성의 초창기 광도 등이 필요하다. 불운하게도 강착 이후의 초기 조건들은 이론적으로 불완전하다.
강착원반 바깥쪽 물이 풍부한 영역에서 태어난 뒤 안쪽으로 이동해 온 행성들은 물을 보다 풍성하게 지니고 있을 것이다. 반대로 뜨겁고 메마른 어머니 항성 가까이에서 태어난 행성들은 물을 지닐 확률이 작을 것으로 보인다. 따라서 만약 어떤 바다 행성이 항성 가까이에서 발견된다면 행성이 현재와는 다른 곳에서 생겨나서 자리를 옮긴 강력한 증거가 될 것이며 이는 항성 근처의 원시행성계 원반에는 휘발성 물질이 부족하기 때문이다. 태양계 및 외계 항성계의 탄생 모의실험에 따르면 행성들은 탄생하여 자라나면서 동시에 항성 가까이로 궤도를 옮기는 것으로 보인다. 바깥쪽으로 궤도를 옮기는 것 역시 특별한 조건 아래 일어날 것이다. 안쪽 이주(inward migration) 이론은 얼음행성이 항성에 가까운 궤도로 이동하여 얼음이 녹아 액체로 되어, 바다를 형성할 수 있음을 보여준다. 2004년 Marc Kuchner와 Alain Léger가 천문학 문헌상에서 이 가능성을 최초로 논의했다.

### 구조
얼어 있는 천체의 내부 구조는 일반적으로 밀도, 중력 모멘트, 형태를 통해 추정한다. 어떤 천체의 관성 모멘트를 측정하는 것은 그 천체가 행성 분화(얼음-암석층으로 분리되는 것)를 겪었는지를 가늠할 수 있게 해 준다. 만약 그 천체가 정역학평형 상태(긴 시간에 걸쳐 유체처럼 작용함을 뜻함)에 있다면 밀도측정이나 겉모양 관찰을 통해 관성 모멘트를 알아낼 수 있다. 그러나 어떤 천체가 정역학평형 상태에 있음을 증명하기란 극도로 어렵다. 다만 중력 및 형태의 자료들을 조합하여 유체정역학적 기여분을 추정할 수 있다. 표면 아래 바다를 찾는 데 사용하는 도구들에는 자기 유도, 측지학, 칭동, 자전축 기울기, 조석 가속, 전파빙하학, 구성물의 증거, 표면의 특징 등이 있다.

가니메데의 내부 구조를 천체 예술가가 표현한 그림. 액체 물로 된 바다는 샌드위치 내용물처럼 얼음층 둘 사이에 끼어 있다. 각 층의 두께는 실제 비율에 맞게 그려진 것이다.

일반적인 얼음 위성은 규산염질 핵 위를 물층이 덮고 있는 구조를 이루고 있을 것이다. 엔셀라두스처럼 작은 위성의 경우 바다는 규산염질 핵 바로 위, 딱딱한 얼음 껍질 바로 아래와 직접 맞닿아 있을 것이다. 그러나 가니메데처럼 더 크고 얼음이 풍부한 천체는 내부 압력이 충분히 높기 때문에 가장 깊은 곳의 얼음층은 높은 압력에서 가능한 형태로 존재할 것이며, 이 천체의 내부는 위아래 얼음 껍질 사이에 위치한 '물 샌드위치' 구조를 효과적으로 이루게 될 것이다. 이 두 사례 사이의 중요한 차이점은 작은 위성의 경우 바다가 규산염질 핵과 직접 접촉한다는 것이다. 이 핵은 열수(熱水), 화학적 에너지, 영양소를 단순한 형태의 생물에게 공급할 수 있다. 심해에서의 다양한 압력 때문에 바다 행성 모형에는 수증기, 액체, 초유체, 고압력 얼음, 플라스마 상태 등 다양한 종류의 물이 등장할 수 있을 것이다. 고체 상태 물 중 일부는 얼음 VII도 있을 것이다.
지표면 아래 바다가 유지되는지 여부는 액체의 동결점과, 열이 빠져나가는 것을 감당할 수 있을 정도로 얼마큼 내부에서 가열이 되느냐에 달려 있다. 따라서 조석 가열과 바다의 존속은 밀접하게 연결되어 있다.
크기가 작은 바다 행성들은 대기가 희박하고 중력이 작아서 액체는 보다 질량이 큰 바다 행성에 비해 쉽게 증발한다. 모의실험에 의하면 1 지구질량보다 작은 행성과 위성은 열수성 활동, 방사성 붕괴로 인한 가열, 조석 가열을 통해 액체 바다를 가질 수 있다 한다. 유체와 암석의 상호작용은 깊은 곳의 '잘 깨지는' 지층으로 천천히 퍼져나가 사문석화작용을 일으키며 이로부터 열에너지가 생겨난다. 이 에너지는 작은 바다 행성 내 열수성 활동을 일으키는 주요 원인일 수 있다. 조석 가열을 받는 얼음 지각 아래 펼쳐져 있는 대양(大洋)의 동역학은 여지껏 거의 연구된 바 없는 영역으로 여러 의문점을 안겨 준다. 물은 얼음보다 밀도가 약 8% 높아 보통 상황에서는 분출되기 어렵기 때문에 얼음화산이 어느 정도만큼 발생하느냐가 논의의 주제가 된다.

## 대기 모형
어떤 행성 또는 위성의 표면에 물이 오랜 시간 동안 액체 상태로 존재하려면, 생명체 거주가능 영역(HZ) 안을 돌며 항성풍을 막아주는 자기장이 있어야 하고 충분한 양의 대기압을 유지할 만한 중력을 지니고 있어야 한다. 만약 행성의 중력이 모자랄 경우 모든 물은 결국 증발하여 우주 공간으로 탈출할 것이다. 행성의 강력한 자기권은 전기 전도성 유체층(流體層)에서 일어나는 행성 내부 다이너모 활동에 의해 유지되며, 상층 대기가 항성풍에 의해 질량을 잃지 않고 긴 지질학적 시간에 걸쳐 물이 존재할 수 있도록 도와 준다.
행성의 대기는 행성이 태어나는 과정에서 기체가 탈출하거나, 주변의 원시행성계원반에 있던 기체를 중력으로 붙잡으면서 생성된다. 외계행성의 표면온도는 대기의 온실가스(또는 온실가스의 결핍)에 의해 결정된다. 고로 행성의 대기는 온실기체가 주인별에서 온 에너지를 흡수하여 재복사하기 때문에 적외선 복사 형태로 관측할 수 있다. 주인별 가까이 궤도를 안쪽으로 옮긴 얼음 행성의 대기는 찌는 듯 더운 수증기가 자욱한 대기로 변하고 느린 속도로 유체역학적 대기 탈출을 하나, 그럼에도 행성은 수십억 년 동안 휘발성 물질을 잡아 둘 수 있다.  자외선은 생물학적으로 해로울 뿐 아니라 행성의 대기가 우주로 탈출하는 것을 가속시킨다. 수증기가 광분해되고 수소/산소가 우주로 탈출하는데, 행성은 대기 탈출이 에너지 제한 혹은 확산 제한이냐에 관계없이 생물권에 머무르는 동안 지구 바다 질량 수 배에 이르는 물질을 잃게 된다. 확산 제한에 의한 수소 탈출 플럭스가 행성 표면의 중력에 비례하기 때문에, 행성이 잃어버리는 물의 양은 행성의 질량에 비례하게 된다.
온실 효과가 폭주하면서 수증기는 성층권에 다다르며, 여기에서 수증기는 자외선에 의해 쉽게 쪼개진다.(광분해) 자외선 복사에 의해 상층대기가 가열되면서 유체역학적 바람이 발생하는데, 이는 수소(그리고 어쩌면 산소 일부까지)를 우주로 탈출시켜 행성에 있던 물의 질량이 영구히 소실되게 하고, 행성 표면이 산화되며 대기 중에 산소가 축적되게 만든다. 어떤 행성에 주어진 대기의 운명은 극도로 강력한 자외선 플럭스, 폭주 과정의 기간, 초기 수분 함량, 산소가 표면에 흡수되는 속도에 크게 의존한다. 휘발성 물질이 풍부한 행성은 젊은 별과 적색왜성의 생물권 내에 보다 흔할 것이다.

### 구성물 모형
행성을 덮는 구름의 범위는 대기의 온도, 대기의 구성, 대기의 분광학적 특징 식별 가능성에 영향을 준다. 생물권 범위 내에 있고 다량의 물로 이루어진 행성들은 그 표면과 대기에서 독특한 지구물리학 또는 지구화학적 특질이 나타날 것이다. 예를 들어 외계행성 케플러-62e와 -62f의 경우 이들의 생물권 내 공전궤도 및 온실효과 크기로 미루어, 표면에 액체 상태 바다, 수증기로 가득찬 대기 혹은 표면 전체를 덮는 얼음 I를 가질 수 있다. 여러 표면 및 내부 과정들은 대기의 구성, 이산화탄소의 소멸, 대기의 상대적인 습기, 행성 표면과 내부의 산화 환원 반응 상태, 바다의 산성도 수준, 행성 알베도, 표면 중력 등에 영향을 미칠 수 있다.
생물권의 한계와 마찬가지로 행성의 대기 구조는 대기 밀도에 달려 있는데, 질량이 작은 행성은 생물권을 바깥쪽으로 이동시키며 질량이 큰 행성은 생물권을 항성에 가까운 쪽으로 이동시킨다. 이론 및 컴퓨터 모형에 따르면 생물권 안을 도는 바다 행성의 대기 조성은 육지-바다 행성의 조성과 큰 차이가 없어야 한다. 모형을 만들기 위해, 바다 행성으로 자라나게 되는 얼음 미행성들의 초기 조성물을 혜성과 유사하게 물 대부분에 소량의 암모니아, 이산화탄소가 섞인 것으로 설정하였다. 이렇게 설정한 얼음이 뭉쳐서 생겨난 바다 행성의 대기 조성비는 물 90%, 암모니아 5%, 이산화탄소 5%로 나왔다.
케플러-62f의 대기 모형으로부터 이산화탄소의 대기압이 1.6~5 바 사이에서 형성될 경우 표면 온도가 어는점 위로 올라감을 알 수 있는데 이는 지구 대기압의 0.56~1.32배 사이에 해당되는 값이다.

## 외계행성

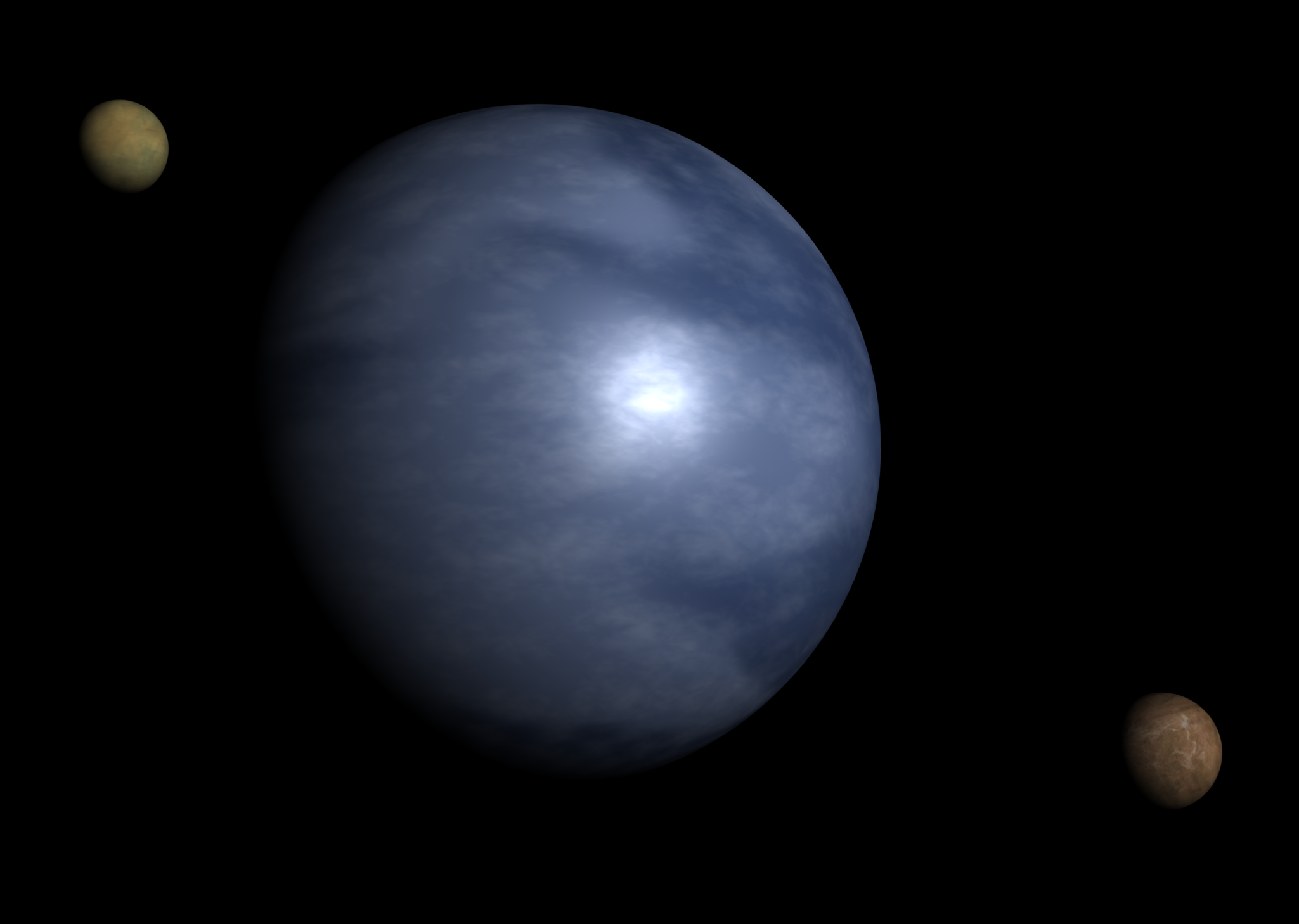
가상의 바다 행성과 자연 위성 둘의 상상화.

태양계 바깥에서는 케플러-11, 글리제 1214 b, 케플러-22b, 케플러-62f, 케플러-62e와 트라피스트-1의 행성들이 외계 바다 행성 후보들 중 가장 유력하다.
지구 표면의 70.8%가 물로 덮여 있지만 지구의 질량 중 물이 차지하는 비율은 0.05%에 불과하다. 외계 바다 행성의 해양은 매우 깊고 밀도가 높아서 높은 온도에도 불구하고 압력에 의해 물은 얼음으로 바뀔 것이다. 이런 바다 하층부에서의 막대한 압력은 얼음 V처럼 독특한 형태의 얼음 맨틀을 만들어낼 것이다. 이 얼음은 평범한 얼음처럼 차갑지는 않을 것이다. 만약 이 행성이 어머니 항성에 충분히 가까워서 물이 끓는점에 도달한다면 물은 초임계유체로 변하여 표면을 명확히 정의할 수 없게 될 것이다. 이보다 좀 더 차가운 세계일지라도 대기는 지구보다 훨씬 더 두꺼워 수증기가 구성물질의 대부분을 차지할 것이고, 매우 강력한 온실 효과를 불러 일으킬 것이다. 이런 행성들은 질량이 작아 수소나 헬륨으로 이루어진 두꺼운 대기층을 유지할 수 없거나 어머니 항성에 충분히 가까워서 이렇게 가벼운 원소들이 벗겨져 날아가야 한다. 그렇지 않을 경우 천왕성 및 해왕성처럼 '뜨거워진 거대 얼음 행성'이 될 것이다.

## 우주생물학
바다세계 혹은 바다 행성의 특징들은 이들의 진화과정 및 태양계의 탄생과 진화를 알려주는 실마리를 제공한다. 생명체가 태어나서 번성할 가능성 또한 과학자들의 관심사이다. 우리가 아는 형태의 생명체는 액체 물, 에너지원, 영양소를 필요로 하며 상기 핵심 요소 셋은 외계 바다 행성들에도 존재하여 지질학적 시간에 걸쳐 단순한 생물학적 활동을 유지시켜 줄 가능성이 있다. 2018년 8월 과학자들은 바다세계에 생명체가 생겨날 수 있다는 주장을 내놓았다.
만약 바다 행성 표면이 완전히 물로 뒤덮여 있다면 지구와 비슷한 생명체들이 바다 행성에서 살 수 있을 가능성은 제한되며, 압력을 받아 고체가 된 얼음층이 위쪽 물층과 아래쪽 암석 맨틀 사이를 가로막을 경우 그 가능성은 더욱 희박해진다. 지구 바닷물 질량 5배를 보유한 가상 바다 행성을 모의실험한 결과, 이런 행성의 바닷물에는 지구의 플랑크톤처럼 산소를 생산하는 해양생물이 진화하는 데 필요한 인과 기타 영양소들이 충분히 포함되어 있지 않을 것으로 추정되었다. 지구에서 인은 비가 지표면에 노출된 암석을 때리면서 암석으로부터 나와 물에 섞여 바다로 흘러들어가나, 바다 행성에서는 이 메커니즘이 작동하지 않을 것이다. 지구 바닷물 질량 50배를 보유한 바다 행성의 경우 물층 최하단에 가해지는 압력이 너무 커서 이 행성의 내부에서는 지구형 생명체들이 살아가기에 적절한 화학적 환경을 제공하는 판구조운동, 화산활동이 지속될 수 없을 것이다.
반대로 유로파나 엔셀라두스처럼 작은 천체들은 특히 생물체가 살 수 있는 환경으로 간주된다. 이런 천체들의 바다는 그보다 아래에 있는 규산염질 핵과 직접 맞닿아 있는데, 이 핵은 열 및 생물학적으로 중요한 화학 원소들을 잠재적으로 공급하기 때문이다.

### 산소
분자 산소(O
2)는 생물체의 광합성 외에 지구물리학적 과정을 통해서도 만들어질 수 있다. 따라서 분자 산소의 존재는 생명체 존재를 추정할 신뢰할 만한 증거는 아니다. 사실, 대기 중 산소 농도가 높은 행성들은 생명체가 살기에 적합하지 않을 것이다. 다양한 수소 화합물이 만드는 산화 환원 반응을 통해 자유 에너지가 발생하는데, 원시 유기체들은 이 자유에너지에 의존하기 때문에 산소가 대기 중에 막대한 상태에서 생명체가 태어나기는 어려울 것이다. 따라서 산소가 풍부한 행성에 있는 생물체들은 이 자유에너지를 얻기 위해 산소와 맞서 싸워야 할 것이다.

## 같이 보기
- 생명체 거주가능 영역
- 사막 행성
- 유사 지구
- 외계 액체 물
- 얼음 행성